# 秘密爱 (2010年电影)
《秘密爱》（韓語：비밀애）是一部2010年在韩国上映的爱情片。

## 剧情介紹
妍尹的丈夫在一次意外事故後，一直昏迷在医院。有一天，妍尹看到一个和自己丈夫长相一样的人，并且悠然心动。此人是他丈夫的双胞胎弟弟叫真浩。在丈夫昏迷不醒的情况下，妍尹爱上了小叔子真浩，两人多次上床，如同情侣。一日，妍尹的丈夫在医院醒了，并且慢慢觉察到妻子和小叔子的暧昧关系，妍尹不得不在2个男人间周旋，形成三角恋。

## 演员
- 劉智泰 出演 真浩/振宇
- 尹珍序 出演 妍尹。振宇的妻子，和小叔子真浩有不伦之恋。
- 林藝真 出演 妍尹的母亲。
- 林湖

## 制作
尹珍序在电影中有段激烈的床戏，导致了男友的不满，最后只得以撒娇化解。